# Мапуту (аэропорт)
Международный аэропорт Мапуту (порт. Aeroporto Internacional de Maputo; (ИАТА: MPM, ИКАО: FQMA)), также Международный аэропорт Мавалане, ранее Международный аэропорт Лоренсу-Маркиш, (IATA: LUM) — международный аэропорт, расположенный в 3 километрах на северо-запад от Мапуту, столицы Мозамбика. Крупнейший аэропорт страны. Является хабом для авиакомпаний LAM Mozambique Airlines и Moçambique Expresso.

## История
Первый терминал был открыт в 1940 году на 7 км железнодорожной линии, ведущей в Марракуен, в месте под названием Мавалане, которое до сих пор является одним из названий аэропорта.
Когда старый терминал перестал справляться с пассажиропотоком, в 1962 году был построен второй терминал, расширенный аэропорт получил имя Гагу Коутинью.
В 2011 году, в ходе реконструкции старый терминал был снесен.

### Реконструкция
Китайская компания Anhui Foreign Economic Construction Company построила новый терминал, который стал отправной точкой первой фазы проекта реконструкции, финансируемого Китаем, с первоначальной оценочной стоимостью 75 миллионов долларов. Первый этап завершился открытием нового международного терминала 15 ноября 2010 года. Пропускная способность нового терминала составляет 900 000 пассажиров в год. Первоначально этот проект планировался с учетом результатов чемпионата мира по футболу 2010 года, который проходил в соседней Южной Африке, но он не был завершен вовремя. Тем не менее, он был готов к Всеафриканским играм, которые проводились в Мапуту в 2011 году. Проект столкнулся с серьезным перерасходом средств, и застройщик запросил дополнительные 40-50 миллионов долларов для завершения работ.
На втором этапе на месте старого терминала был построен новый терминал внутренних авиалиний. Весь план заключается в том, чтобы международный аэропорт Мапуту удвоил свою пропускную способность с 450 000 до 900 000 в год и помог расширить туризм в городе и стране. Терминал также будет иметь 14 стоек регистрации, электронные табло, президентский VIP-зал, эскалаторы и электрическую центральную систему кондиционирования. Ожидается, что новый терминал будет обслуживать 400 прибывающих и отбывающих пассажиров в час.

## Пассажиропоток
Данные из запроса в Викиданные.

## Происшествия
- 10 июля 1986 года Douglas C-47 ВВС Зимбабве разбился при заходе на посадку. Все 17 человек, находившиеся на борту погибли[13].